# Simulium tenuistylum
Simulium tenuistylum är en tvåvingeart som beskrevs av Datta 1973. Simulium tenuistylum ingår i släktet Simulium och familjen knott. Inga underarter finns listade i Catalogue of Life.